# Jewgeni Iwanowitsch Samjatin

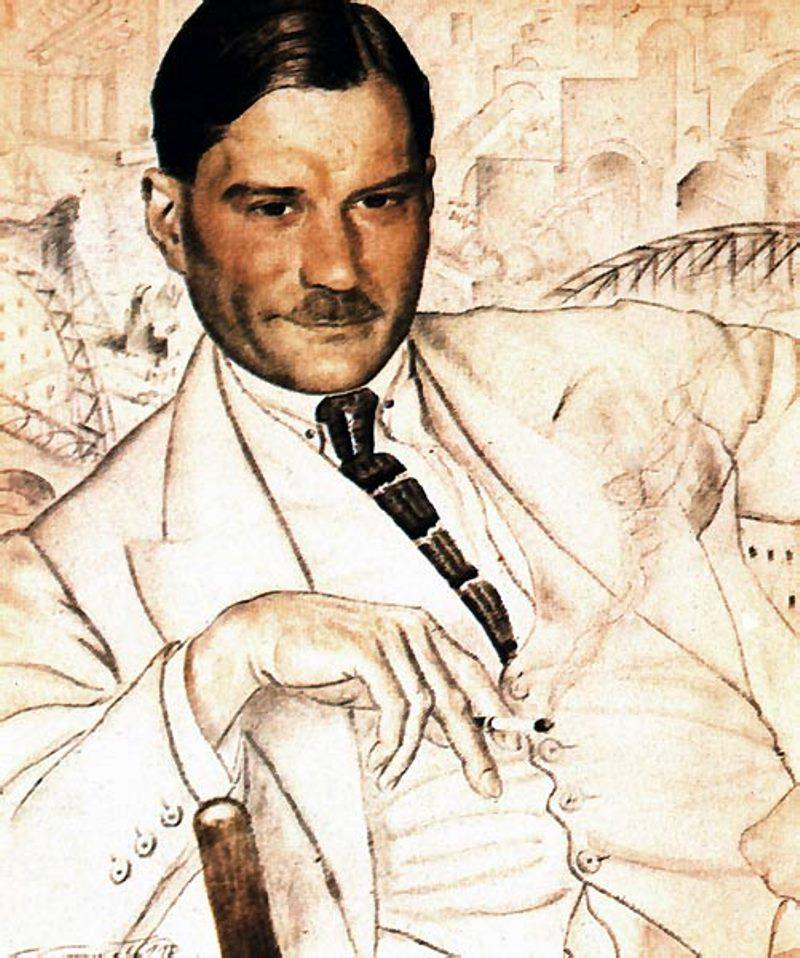
Jewgeni Samjatin, porträtiert von Boris Kustodijew.

Jewgeni Iwanowitsch Samjatin (russisch Евгений Иванович Замятин, wissenschaftliche Transliteration Evgenij Ivanovič Zamjatin; * 20. Januarjul. / 1. Februar 1884greg. in Lebedjan; † 10. März 1937 in Paris) war ein russischer Revolutionär und Schriftsteller.

## Leben

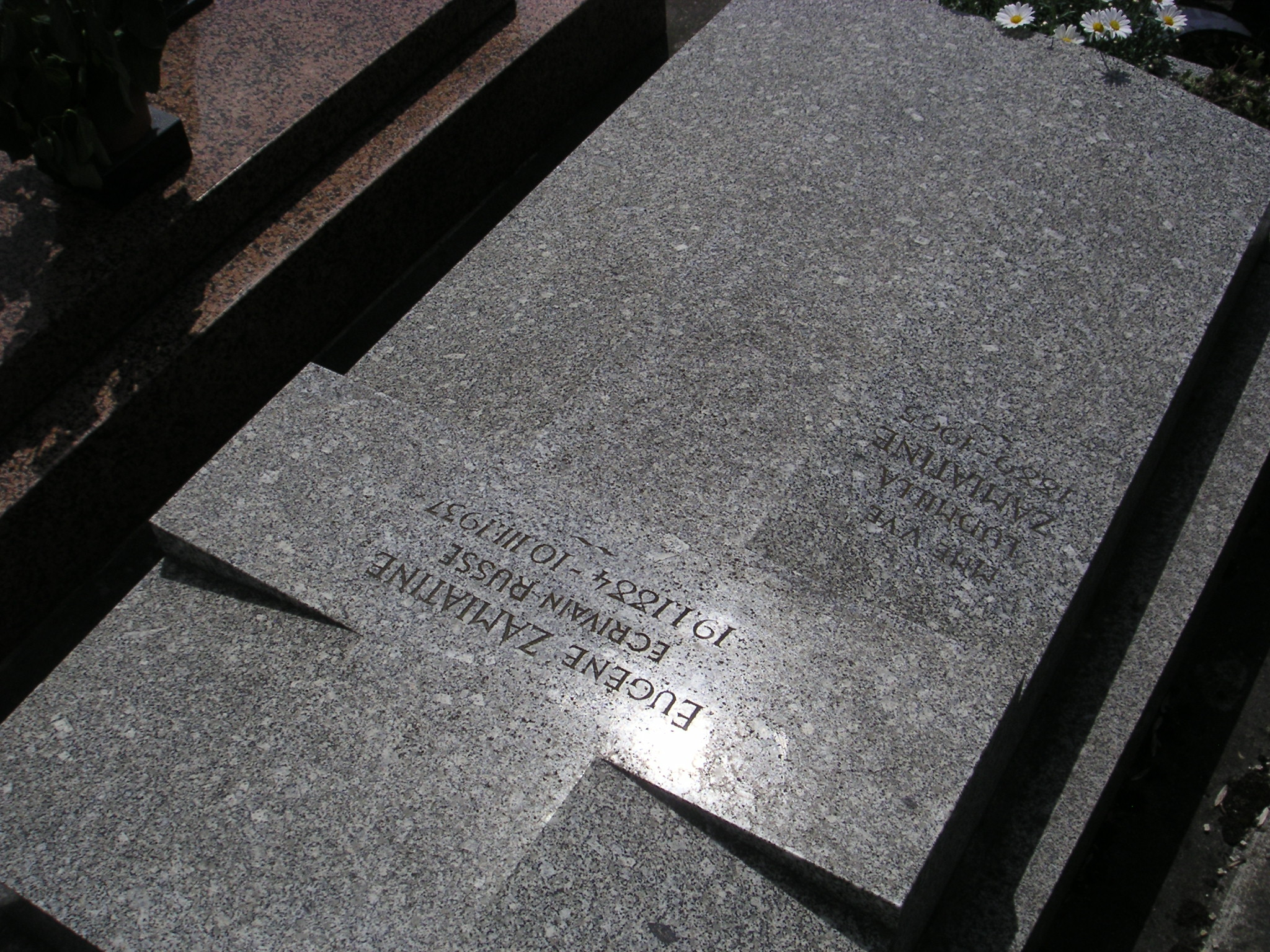
Grab Samjatins auf dem Cimetière Parisien de Thiais

Während seines Studiums als Schiffbauingenieur in Sankt Petersburg schloss er sich den Bolschewiki an. Er agitierte für die Partei, organisierte den Aufstand auf dem Panzerkreuzer Potemkin mit und beteiligte sich, nach der Februarrevolution 1917 aus der englischen Emigration nach Russland zurückgekehrt, aktiv an der Oktoberrevolution.
Gemäß Wolfgang Kasack „ernüchterte“ ihn „die Realität mit ihrer Gewalt, dem Primat der Ratio und der Leugnung des seelischen Lebens“. 1920 beschrieb er in dem Roman Wir eine fiktive Gesellschaft, in der jegliche Individualität unterdrückt wurde. Samjatin zog sich aufgrund der indirekten Kritik an der sich im Aufbau befindenden sowjetischen Gesellschaft den Unmut der Parteiführung zu und erhielt Schreibverbot. Wir war dabei eine direkte Entgegnung auf die beiden als fortschrittlich apostrophierten Romane Der rote Stern und Ingenieur Menni von Alexander Bogdanow.
Der Roman Wir wurde 1924/25 in verschiedenen Sprachen im Ausland veröffentlicht. Erst 1988 erschien das Werk in der Sowjetunion in vollständiger russischer Fassung. Neben Wir veröffentlichte Samjatin auch verschiedene Märchen (Der Gott, Märchen über Fita etc.). Nach schlimmster Hetze gegen ihn verließ Samjatin, der zu Beginn der 20er-Jahre eine Ausreisemöglichkeit abgelehnt hatte (ein Ausreisevisum lag ihm vor), im Jahr 1929 den sowjetischen Schriftstellerverband. Im Jahr 1931 erhielt er über Maxim Gorki die Erlaubnis Stalins, nach Frankreich auszureisen. Samjatin behielt bis zu seinem Lebensende die sowjetische Staatsbürgerschaft. Im Jahr 1937 starb er in Paris an einem Herzinfarkt und ist auf dem Friedhof von Thiais begraben.

## Bibliografie
Romane
- Мы (1920)
  - Deutsch: Wir. Übersetzt von Gisela Drohla. Kiepenheuer & Witsch, Köln 1958. Auch als: Wir. Übersetzt von Elena Boulé. Ganymed Edition, Hemmingen 2015, ISBN 978-3-946223-11-5; überarbeitete Fassung 2017, ISBN 978-3-946223-39-9; aus dem Russischen übertragen  von Josef Meinolf Opfermann, Wachtendonk : Litera Eurasia, 2022, ISBN 978-3-96321-131-7
- Бич Божий (1935, Fragment)
  - Deutsch: Die Geißel Gottes: Attila. Ellermann, Hamburg 1965. Neuausgabe: Attila, die Geißel Gottes. Eine Geschichte. Übersetzt von Xaver Schaffgotsch. Mit einem Nachwort von Helen von Ssachno. Diogenes-Taschenbuch 174, 1979, ISBN 3-257-20626-7.

Novellen
- Уездное (1912)
- На куличках (1913)
- Алатырь (1914)
- Островитяне (1917)
- Север (1918)
- Ловец человеков (1921)

Erzählungen
- Один (1908)
- Девушка (1911)
- Три дня (1913)
- Чрево (1913)
- Студенческий сынок (1914)
- Правда истинная (1914)
- Кряжи (1915)
- Африка (1916)
- О святом грехе Зеницы-девы (1916)
- Картинки (1916)
- Мученица науки (1916)
- Письменно (1916)
- Глаза (1917)
- Дракон (1918)
- Мамай (1920)
- Пещера (1920)
- О блаженном старце Памве Нересте… (1920)
- Я боюсь (1921)
- Арапы (1922)
- Русь (1923)
- Рассказ о самом главном (1923)
- Видение (1924)
- Буриме (1924)
- О чуде, происшедшем в Пепельную Среду… (1924)
- Краткая история литературы от основания и до сего дня (1924)
- Общество Почетных Звонарей (1925)
- Десятиминутная драма (1925)
- Икс (1926)
- Слово предоставляется товарищу Чурыгину (1927)
- Ёла (1928)
- Наводнение (1929, verfilmt als Зверь, выходящий из моря, 1992 und L’Inondation, 1993)
- Мученики науки (1929)
- Эпитафии 1929 года (1929)
- Часы (1934, verfilmt)
- Лев (1935)
- Встреча (1935)

Sammlungen
Russischsprachige Zusammenstellungen:
- Сказки (1914–1917) mit: Бог, Петр Петрович,  Дьячок, Ангел Дормидон. Электричество, Картинки, Дрянь-мальчишка, Херувимы
- Большим детям сказки (1917–1920) mit: Иваны, Хряпало, Арапы, Халдей, Церковь божия, Бяка и Кака, Четверг, Огненное А, Первая сказка про Фиту, Вторая сказка про Фиту, Третья сказка про Фиту, Последняя сказка про Фиту

Deutschsprachige Zusammenstellungen:
- Der Floh (mit Der Linkshänder von Nikolai Leskow). Ellermann, Hamburg 1962.
- Morgen. Erzählungen, Essays, Dokumente. Limes, Wiesbaden 1967.
- Russland ist groß. Erzählungen und Satiren. Limes, Wiesbaden 1976.
- Wie der Mönch Erasmus geheilet ward (russisch/deutsch). Beigefügt: Begegnungen mit B. M. Kustodijew. Insel (Insel-Bücherei 1067), Leipzig 1986.
- Kleine Prosa. 2 Bände. Übersetzt von Gabriele Leech-Anspach. Fischer Taschenbuch, Frankfurt am Main:
  - Bd. 1: Die Höhle. 1989, ISBN 3-596-29288-3.
  - Bd. 2: Der Norden. 1990, ISBN 3-596-29296-4.
- Ausgewählte Werke. 4 Bände. Kiepenheuer, Leipzig 1991, ISBN 3-378-00458-4.
  - Bd. 1: Frühe Erzählungen. Übersetzt von Barbara Heitkam und Ingeborg Schröder.
  - Bd. 2: Erzählungen : 1917–1928. Übersetzt von Waltraut Ahrndt.
  - Bd. 3: Wir. Übersetzt von Marga und Roland Erb.
  - Bd. 4: Aufsätze. Übersetzt von Irina Reetz.
- Ich fürchte … : Essays 1919–1921. Übersetzt und mit einem Vorwort von Peter Urban. Friedenauer Presse, Berlin 2011, ISBN 978-3-932109-67-6.

Libretto
- Die Nase (Нос). Oper mit Georgij Jonin, Aleksandr Prejs und Dmitri Schostakowitsch. Musik (1927/28): Dmitri Schostakowitsch. Uraufführung: 1930 in Leningrad

Adaptionen
- 1978 Wir – (Hörspiel, Regie: Hans Gerd Krogmann mit Antje Hagen, Clara Walbröhl, Wolfgang Büttner, Dieter Eppler, Peter Lieck, Ludwig Thiesen, Dieter Borsche, Christian Brückner (1 Stunde 57 Minuten SWF, BR, RIAS))
- Зверь, выходящий из моря (Verfilmung der Erzählung Наводнение, Regie: Vytautas Žalakevičius, 1992)
- L’Inondation (Verfilmung der Erzählung Наводнение, Regie: Igor Minajew mit Isabelle Huppert, 1993)
- Wir (Hörspiel, Regie: Christoph Kalkowski mit Hanns Zischler, Andreas Pietschmann u. a., SWR 2, 2015. 2 CDs, Der Audio Verlag, ISBN 978-3-86231-591-8)
- Wir (Hörbuch, gelesen von Heikko Deutschmann, 6 CDs, Speak Low, 2015, ISBN 978-3-940018-17-5)
- L’inondation (Oper von Francesco Filidei, Libretto: Joël Pommerat nach der Erzählung Наводнение, 2019)